# Kemp-Decarboxylierung
Die Kemp-Decarboxylierung ist eine Namensreaktion der organischen Chemie über eine Decarboxylierung.
Es ist die basenkatalysierte Ringöffnung eines Benzisoxazols, welches eine Carboxygruppe am C3-Atom besitzt. Sie ist also ein Spezialfall der Kemp-Eliminierung und wurde ebenfalls nach dem US-amerikanischen Chemiker Daniel S. Kemp benannt.

## Übersichtsreaktion
Durch die Spaltung der N–O-Bindung kommt es zur Ringöffnung des 3-Carboxybenzisoxazols. Die Ringöffnung geht mit einer Decarboxylierung einher. Als Produkt wird ein Phenolderivat erhalten.

## Reaktionsmechanismus
Der nachfolgende Mechanismus wird in der Literatur beschrieben:
Die Deprotonierung des Benzisoxazolderivats 1 durch eine Base führt zur Elektronenumlagerung. Es kommt daher zur Abspaltung von Kohlenstoffdioxid und weiter zu der Ringöffnung, es entsteht die instabile Zwischenstufe 2. Durch Zugabe von Salzsäure wird die Phenolatgruppe von 2 protoniert. So entsteht das Phenolderivat 3.